# ألكساندروس تزيوليس
ألكساندروس تزيوليس (باليونانية: Αλέξανδρος Τζιόλης)‏ ، من مواليد 13 فبراير 1985 في كاتريني في اليونان ، لاعب كرة قدم يوناني .
بدأ باللعب مع منتخب اليونان لكرة القدم في عام 2005.

## روابط خارجية
- ألكساندروس تزيوليس على موقع الاتحاد الدولي (مؤرشف)  (الإنجليزية)
- ألكساندروس تزيوليس على موقع الاتحاد الأوربي (الإنجليزية)
- ألكساندروس تزيوليس على موقع اتحاد تركيا (لاعب) (الإنجليزية)
- ألكساندروس تزيوليس على موقع قاعدة بيانات كرة القدم.إي يو (الإنجليزية)
- ألكساندروس تزيوليس على موقع بيانات كرة القدم. دي إي (الألمانية)
- ألكساندروس تزيوليس على موقع ناشيونال فوتبول تيمز (الإنجليزية)
- ألكساندروس تزيوليس على موقع Soccerway.com (الإنجليزية)
- ألكساندروس تزيوليس على موقع عالم كرة القدم.نت (الإنجليزية)
- ألكساندروس تزيوليس على موقع كووورة
- ألكساندروس تزيوليس على موقع AS.com (الإسبانية)